# Доктор Живаго (филм)
Доктор Живаго (енгл. Doctor Zhivago) амерички је филм из 1965. године, који је режирао Дејвид Лин, по истоименом роману руског књижевника Бориса Пастернака. У главним улогама су Омар Шариф и Џули Кристи. Филм је добио 5 Оскарa.

## Радња
Радња филма одвија се за вријеме великог преокрета у Русији у раздобљу 1905−1921, у којем се догађају револуције 1905. и 1917. и каснији грађански рат.
Филм „Доктро Живаго“ покрива период од неколико година пре, током и након Октобарске револуције, виђен очима лекара и песника Јурија Живага (Омар Шариф).
Причу приповиједа Јевграф Живаго, који наилази на дјевојку за коју посумња да је кћер његовог брата Јурија и његове љубавнице Ларе. На почетку приче умире мајка тада десетогодишњег Јурија. Он касније студира медицину и бави се поезијом. Заручен је за Тоњу, кћер његових усвојитеља. У једном тренутку он и Тоња присуствују гала забави, гдје се појављује дјевојка Лара, љубавница Комаровског. Након што је Коморовски назове курвом, Лара га покуша устрелити пред очима московске аристократије. Комаровском прву помоћ прућа Живаго.
На почетку Првог свјетског рата, Јури је љекар у руској војсци. Поновно се сусрећу стазе Јурија и Ларе. Она је ангажована као медицинска сестра и удата је за Пашу Антипова, ватреног револуционара, а Живаго је ожењен за Тоњу. Између Јурија и Ларе јавља се обострана привлачност, али одолијевају искушењу.
Након престанка рата, Јури живи са супругом Тоњом у Москви. У међувремену, дошло је до револуције и суочава се с промјенама. Са својом породицом бјежи у кућу на Уралу. Како би избјегао досаду, посјетио је књижару у сусједном граду и сусрео се с Ларом. Овај пут препустили су се једно другоме и упустили у везу. У једном од њихових излета у град, група револуционара принудила је Јурија да им се придружи. Након неколико година служења у револуционарној јединици, побјегао је и вратио се Лари. Раздвајали су се и спајали, али љубав између њих и даље је постојала.
Комаровски се опет појављује при крају приче. Стекао је утицај у бољшевичкој влади због чега је именован за функционера у Сибиру. Нуди Живагу и Лари одлазак из Русије. Њих двоје су то на почетку одбијали, али је на крају Комаровски насамо успео наговорити Живага како је у Ларином интересу да оду из Русије. Због тога је Живаго наговорио Лару да оде с Комаровским говорећи јој (лажно) како ће он ускоро кренути за њом. Она је отишла, а он остао и од тада су му живот и здравље кренули нагоре. На крају се Лара појављује на Живаговој сахрани.

## Улоге
| Глумац           | Улога                             |
| ---------------- | --------------------------------- |
| Омар Шариф       | др Јуриј Андрејевич Живаго        |
| Тарек Шариф      | као млади Јуриј Андрејевич Живаго |
| Џули Кристи      | Лара Антипова                     |
| Џералдина Чаплин | Тоња Громеко                      |
| Род Стајгер      | Виктор Иполитович Комаровски      |
| Алек Гинис       | генерал Јевграф Андрејевич Живаго |
| Том Кортнеј      | Павел-Паша Антипов (Стрелников)   |

## Награда Оскар
Композитор Морис Жар добио је један од пет Оскара, колико је укупно добио филм „Доктор Живаго“. Остале Оскаре добили су сценариста Роберт Болт, сниматељ Фреди Јанг, арт директори Џон Бокс и Тери Марш, сценограф Дарио Симони и костимограф Филис Далтон.